# Radio Eemland
Radio Eemland was een radiopiraat die in de jaren tachtig uitzendingen verzorgde voor Amersfoort en de regio. Tegen het eind van haar bestaan bestond het genre voornamelijk uit acid, house en new beat.
De zender werd in 1977 opgericht, en had het streven een legale lokale zender te worden. Meerdere keren werd een zendvergunning aangevraagd. In 1984 leidde de status van de piratenzender tot Kamervragen van het CDA, de PvdA en de VVD, omdat lokale autoriteiten de illegale zender niet wilden verbieden "zolang de zender niet stoorde".
Vanaf 1 september 2020 is Radio Eemland terug. Deze keer online en via DAB+. 
1 september 2024 stopte de doorgifte op DAB+ en op 1 maart 2025 de doorgifte op 95.4 FM. 
Nu is er enkel nog streaming audio via de website en diverse radioportals. 
De huidige presentatoren zijn veelal afkomstig van piratenzenders uit de regio Amersfoort. Radio Eemland heeft als slogan "Je herinnering leeft!". De nadruk ligt op het draaien van muziek uit de jaren 80.